# Ópera de São Francisco
A Ópera de São Francisco (em inglês San Francisco Opera) também conhecida pela sigla SFO é a segunda maior companhia de ópera da América do Norte, perdendo apenas para o Metropolitan Opera em Nova Iorque. A SFO foi fundada em 1923 por Gaetano Merola (1881 - 1953). A Noite de Abertura de Gala da SFO é amplamente considerada como o mais memorável evento do ano para os apreciadores de ópera.

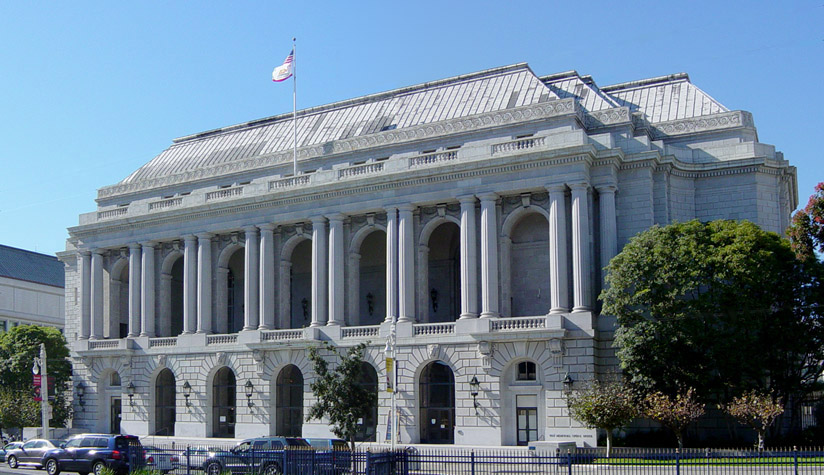
War Memorial Opera House visto de fora

## Fundador e Diretor Geral Gaetano Merola (1923 - 1953)
A primeira performance da Ópera de São Francisco foi La Bohème (Puccini) com Queena Mario e Giovanni Martinelli no dia 26 de Setembro de 1923 no Auditório Cívico da Cidade (Civic Auditorium) e conduzido por Merola. Essa temporada (1923/1924) também incluiu a produção de Andrea Chénier (com Beniamino Gigli), Mefistofele (novamente com Gigli), Tosca (com Giuseppe de Luca e Martinelli) e Rigoletto (com Queena Mario, De Luca e Gigli).
As temporadas seguintes se representaram, a maior parte, de óperas de repertório italianos, muitas representadas uma ou duas vezes em temporadas que não duravam mais de dois meses. Nos anos posteriores se seu a inauguração do San Francisco War Memorial Opera House, com o desenho do arquiteto Arthur Browm. O Novo teatro foi inaugurado com a ópera Tosca (Puccini) em 15 de Outubo de 1932 com Mario Muzio.
No mandato de Merola, o maestro Edwin MacArthur gravou com a SFO 78 vezes pela RCA Victor, incluindo performances com a soprano Kirsten Flagstad.

## Diretor Geral Kurt Herbert Adler (1953 - 1981)
Kurt Herbert Adler (1905 - 1988) foi para os Estados Unidos em 1938 depois de ter estudado muitos aspectos da música e teatro na Áustria, Alemanha e Itália. Por cinco anor, ele trabalho com o coro da Companhia de Ópera de Chicago (Chicago Opera Company). Merola então o convidou, por telefone, para ser o Diretor do Coral de São Francisco em 1943.
Ele passou a cuidar de mais e mais detalhes administrativos graças a saúde debilitada de Merola. Depois de três meses da morte de Merola e atuando como Diretor Artístico e como asistete do Presitende, ele foi confirmado como Diretor Geral.
Seu primeiro objetivo era ampliar a temporada, mesmo com as limitações da década de 1960, as mesmas do tempo de Merola. Outro objetivo era apresentar novos talentos e ele foi incansável nessa procura. Ele ouviu Leotyne Price no rádio e a convidou para fazer o Diálogo das Carmelitas em 1957. Pouco tempo depois ela substituiu Antonietta Stella em Aida (Verdi) o que lhe rendeu uma aclamação internacional. Também queria fortalecer a ligação com os outros diretores, na tentativa de reforçar os elementos dramáticos e teatrais. Seu relacionamento com Jean Ponnelle o ajudou nisso.
Entre outras inovações, ele criou o Programa de Ópera Merola, que teve início na temporada 1954/1955 e foi adotado esse nome a partir de 1957. O programa dá a oportunidade para cantores participarem de mester classes com profissionais durante o verão. Destes, muitos tiveram uma carreira internacional, como Carol Vaness e Thomas Hampson.
Outra inovação foi A Ópera no Parque, que desde 1971 tem acontecido um concerto anual gratuito no Golden Gate Park no domingo após a noite de abertura do outono. Cerca de 20.000 pessoas prestegiam esse evento.
Em 1970 a companhia teve um grande sucesso, tendo cantores de renome internacional, mas muitas vezes desconhecidos nos Estados Unidos.
No verão de 1972, a Companhia de São Francisco completou seu 50º aniversário e realizou uma sério de concertos especial em Sigmund Stern Grove, Adler conduziu a maioria.
Adler retirou-se da companhia em Dezembro de 1981.

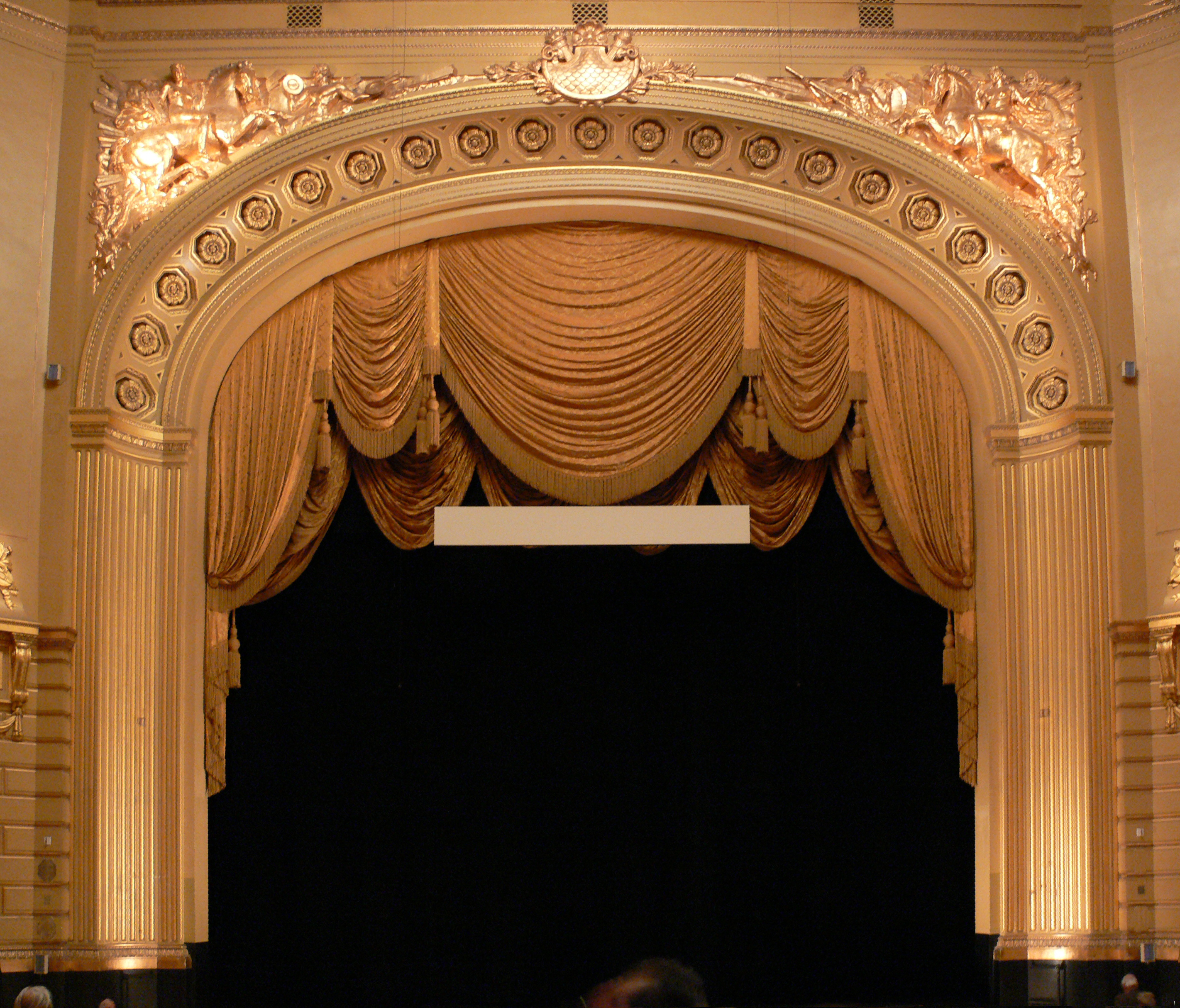
Palco do War Memorial Opera House

## Diretor Geral Terence McEwen (1982 - 1988)
Com a retirada de Adler, anunciada antecipadamente em Junho de 1979, Terence A. McEwen (1929 - 1998)  foi designado para ocupar o cargo de Diretor Geral. Ele se mudou para São Francisco em 1980 e estava empenhado em aprender a dirigir uma companhia de ópera.
Nos primeiros anos, a companhia foi mais canto e menos drama. Em 1982 McEwen criou o "San Francisco Opera Center" para supervisionar e combinar a operação de numerosos programas educativos. Entre seus êxitos nesses programas foi a formação da mezzo-soprano Dolora Zajick. E em Junho de 1985 apresentaram sua prioridade: contratar os melhores cantores do mundo.
No dia 8 de Fevereiro de 1988, McEwen anunciou sua retirada da companhia. E no dia seguinte do anunciou, falace seu mentor Kurt Herbert Adler.

## Diretor Geral Lotfi Mansouri (1988 - 2001)
Lotfi Mansouri já era conhecido quando Terry McEwen anunciou sua aposentadoria. Mansouri introduziu muitas óperas novas no repertório da Companhia. Isto incluia óperas rusas, destacando-se Guerra e Paz (Война и мир em russo, Voyna i mir em transliteração) de Sergei Prokofiev, dirigida por Valery Gergiev e se estabeleceu uma firme união com a Ópera Kirov, também encenou a ópera William Tell de Rossini e I Vespri Siciliani de Verdi.

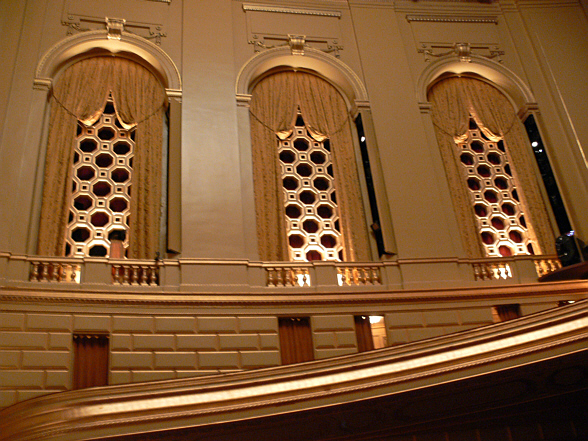
Interior do War Memorial Opera House

Uma de suas maiores conquistas foi a remodelação da casa de ópera após o terremoto de Outubro de 1989. Foi reaberto em 5 de Setembro de 1997, com um concerto de gala celebrando o evento, e seu 75º aniversário da companhia.
No fim de 2001 ele anunciou sua retirada da companhia após 14 anos a frente da mesma e 50 ano no mundo da ópera.

## Diretora Geral Pamela Rosenberg (2001 - 2005)
Pamela Rosenberg veio de produções operísticas na Alemanha, em particular com a Ópera Estatal de Stuttgart.
Em 2001, Rosenberg anunciou sua primeria iniciativa artística com a Ópera de São Francisco. Criou diversos projetos com a companhia, mas teve críticas em torno de sua gestão, que incluiu déficits de aproximadamente US$ 7,7 milhões após os efeitos de 11 de Setembro e em 2004 ela anunciou que não iria renovar seu contrato, que terminou no final de 2005.
Rosenberg retornou à Alemanha para trabalhar com Sir Simon Rattle na Filarmônica de Berlim.

## Diretor Geral David Gockley (2006)
Depois de dirigir a Grande Ópera de Houston, David Gockley foi dirigir a SFO, começando em 1 de Janeiro de 2006. Nesta gestão, já se apresentaram grandes nomes da música clássica na companhia, como Renée Fleming, Anna Netrebko, Thomas Hampson, Dmitri Hvorostovsky, Marcello Giordani, Ramón Vargas, Marcelo Alvarez, Juan Diego Flórez, Ben Heppner, Natalie Dessay e Angela Gheorghiu
No dia 9 de Janeiro de 2007 a SOF anunciou que o sucessor de Gockley será o condutor italiano Nicola Luisotti, que começará em 2009/10 e terá um contrato de cinco anos.

## Estreias na SFO
Desde 1923, a SFO tem apresentado muitos artistas, como Vladimir Atlantov, Inge Borkh, Boris Christoff, Marie Collier, Zdzisława Donat, Sir Geraint Evans, Mafalda Favero, Leyla Gencer, Tito Gobbi, Sena Jurinac, Mario del Monaco, Anna Netrebko, Birgit Nilsson, Leontyne Price, Margaret Price, Leonie Rysanek, Dame Elisabeth Schwarzkopf, Anja Silja, Giulietta Simionato, Ebe Stignani, Renata Tebaldi, Ingvar Wixell e os maestros Gerd Albrecht, Valery Gergiev, Sir Georg Solti and Silvio Varviso